# بي إف. كلوغ
بي إف. كلوغ (بالإنجليزية: P. F. Kluge)‏ (1942)؛ روائي أمريكي.